# Golfo di Sagona
Il golfo di Sagona (in corso golfu di Saona)  è un'insenatura situata lungo la costa occidentale della Corsica, tra il Golfo di Porto e il Golfo di Ajaccio, confinante al centro e a sud del Vicolese (pieve di Sorroingiù e Cinarca). È delimitato da due speroni rocciosi a mare, la Punta di Cargese a nord e il Capo di Feno a sud.

## Storia
Nel XVI secolo il Golfo di Sagona era spesso frequentato dai pirati barbareschi che compirono numerose e devastanti incursioni sulla costa che lo costeggia, anche nell'entroterra. Il Banco di San Giorgio, che gestiva l'isola, decise di fortificare le coste.
All'inizio del XVII secolo Genova rafforzò il suo sistema difensivo e fece costruire nuove torri a spese delle comunità rurali.
Nel 1676 a Scala di Paomia (l'attuale porto di Sagona), sbarcarono quasi 800 immigrati greci ai quali Genova concesse il territorio di Paomia.

## Morfologia
Tra questi due promontori, il Golfo di Sagona è costituito da diversi settori costieri.

### Baia di Menasina
- Marina di Cargese
- Spiaggia di Menasina
- Calanco di Molendinu
- Punta di Molendinu. A quasi 1,1 km al largo si trova la roccia di Marifaja, una scogliera alta 2,1 metri.
- Spiaggia di Capizzollu
- Punta dei Moines

### Baia di Stagnolu
- Spiaggia di Stagnolu
- Punta di Triu
- Punta Albellu

### Baia di Sagona
- Porto e spiaggia di Sagona
- Spiaggia di Santana
- Punta San Giuseppe, al largo della quale si trovano gli scogli di San Giuseppe
- Spiaggia di San Giuseppe, a nord della foce del Liamone
- Spiaggia di Liamone, a sud dell'omonimo fiume costiero
- Punta Capigliolu, con alcuni isolotti, il più importante dei quali è lo scoglio di Punta Capigliolo, con una superficie di 7.150 m2.

### Baia di Liscia
- Tiuccia
- Spiaggia di Stagnone
- Punta di Palmentoju, con alcuni isolotti, il più importante dei quali è lo scoglio di Punta di Palmentoju, con una superficie di 7.800 m2.

### Baia (o Cala) d'Ancone
- Marina di Pevani
- Punta Pagliagi. A nord si trovano gli scogli di Pagliagi.

### Costa intorno a Monte Sant'Agnellu
A sud del Golfo di Sagone, il Monte Sant'Agnellu (347 m) crea un promontorio avanzato verso il mare, delimitato da:
- Punta Tranpitatoju
- Punta di Castellu Rossu
- Punta Parrajola
- Punta Pelusella

### Golfo di Lava
- Cala di Portu Provençale (Portu Provinzale), con la sua spiaggia, i residence del Golfo di Lava e il villaggio vacanze "Paesi di Lava"
- Cala di Fico

La profondità massima è di 910 metri al centro del golfo.

## Idrografia
Il golfo riceve le acque di numerosi piccoli e grandi fiumi, e torrenti costieri. I principali sono (da nord a sud): torrente Menasina, torrente Arbitreccia, torrente Bubia, torrente Sagona, torrente Liamone, torrente Liscia, torrente Murtetu, torrente Sarracinaja, torrente Lava e torrente Loriaggiu.

## Monumenti e luoghi di interesse
Sui punti costieri si ergono ancora le sei torri genovesi in rovina di:
- Paomia (o Cargese)
- Sagona
- Capigliolo
- Ancone
- Pelusella
- Feno